# Germán Cobos
Germán Cobos, alla nascita Germán Sánchez Hernández-Cobos (Siviglia, 7 luglio 1927 – Almuñécar, 12 gennaio 2015), è stato un attore spagnolo.
Attivo prevalentemente in Spagna, si distinse con ruoli rilevanti anche in film di produzione europea. Sposò l'attrice spagnola Visitación Peralta.

## Filmografia parziale

### Cinema
- La leonessa di Castiglia (La leona de Castilla), regia di Juan de Orduña (1951)
- Vuelo 971, regia di Rafael J. Salvia (1953)
- La patrulla, regia di Pedro Lazaga (1954)
- Le schiave di Cartagine, regia di Guido Brignone (1956)
- L'avamposto degli Stukas (Der Stern von Afrika), regia di Alfred Weidenmann (1957)
- Susanna tutta panna, regia di Steno (1957)
- Femmine tre volte, regia di Steno (1957)
- Totò, Vittorio e la dottoressa, regia di Camillo Mastrocinque (1957)
- La cambiale, regia di Camillo Mastrocinque (1959)
- I tromboni di Fra' Diavolo, regia di Giorgio Simonelli (1962)
- Agente Z 55 missione disperata, regia di Roberto Bianchi Montero (1965)
- Brillante porvenir, regia di Vicente Aranda e Román Gubern (1965)
- Tecnica per un massacro, regia di Roberto Bianchi Montero (1967)
- Wanted, regia di Giorgio Ferroni (1967)
- L'uomo dal pugno d'oro (El hombre del puño de oro), regia di Jaime Jesús Balcázar (1967)
- Lola Colt - Faccia a faccia con El Diablo, regia di Siro Marcellini (1967)
- Sangue chiama sangue, regia di Luigi Capuano (1968)
- L'aria di un crimine (El aire de un crimen), regia di Antonio Isasi-Isasmendi (1988)
- Il vento del desiderio (Contra el viento), regia di Paco Periñán (1990)
- Más allá del jardín, regia di Pedro Olea (1996)

## Doppiatori italiani
- Pino Locchi in Tecnica per un massacro, L'uomo dal pugno d'oro
- Gianfranco Bellini in Totò, Vittorio e la dottoressa
- Riccardo Cucciolla in Susanna tutta panna
- Paolo Ferrari in Femmine tre volte
- Nando Gazzolo in I tromboni di Fra' Diavolo
- Giuseppe Rinaldi in Lola Colt - Faccia a faccia con El Diablo